# Communauté de communes du Perche
La communauté de communes du Perche est une communauté de communes française du Perche, située dans le département d'Eure-et-Loir et la région Centre-Val de Loire. Elle fait partie du Pays du Perche d'Eure-et-Loir.

## Historique
La communauté de communes est créée le 26 décembre 2006.
Le 1er janvier 2017, son périmètre est étendu aux communes des Autels-Villevillon, de Chapelle-Royale et de Luigny, issues de la communauté de communes du Perche-Gouët. Elle compte dès lors 22 communes.
Le 1er janvier 2019, Soizé fusionne au sein d'Authon-du-Perche et Brunelles et Margon fusionnent avec Coudreceau, membre de la communauté de communes Terres de Perche au sein de la commune nouvelle d'Arcisses.

## Territoire communautaire

### Géographie
Située à l'ouest du département d'Eure-et-Loir, la communauté de communes du Perche regroupe 20 communes et présente une superficie de 326,8 km2.

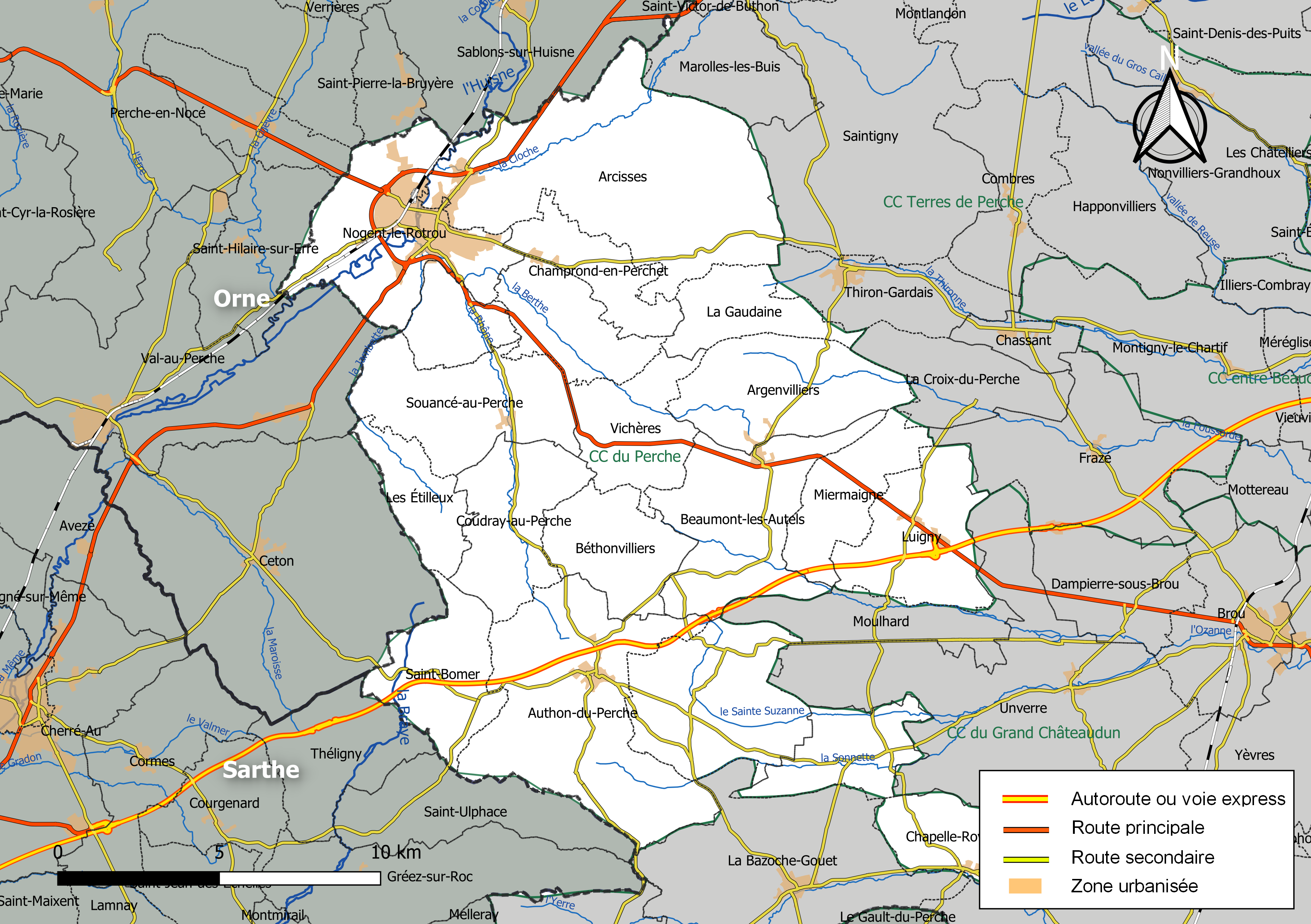
Carte de la communauté de communes du Perche au 1er janvier 2019.

### Composition

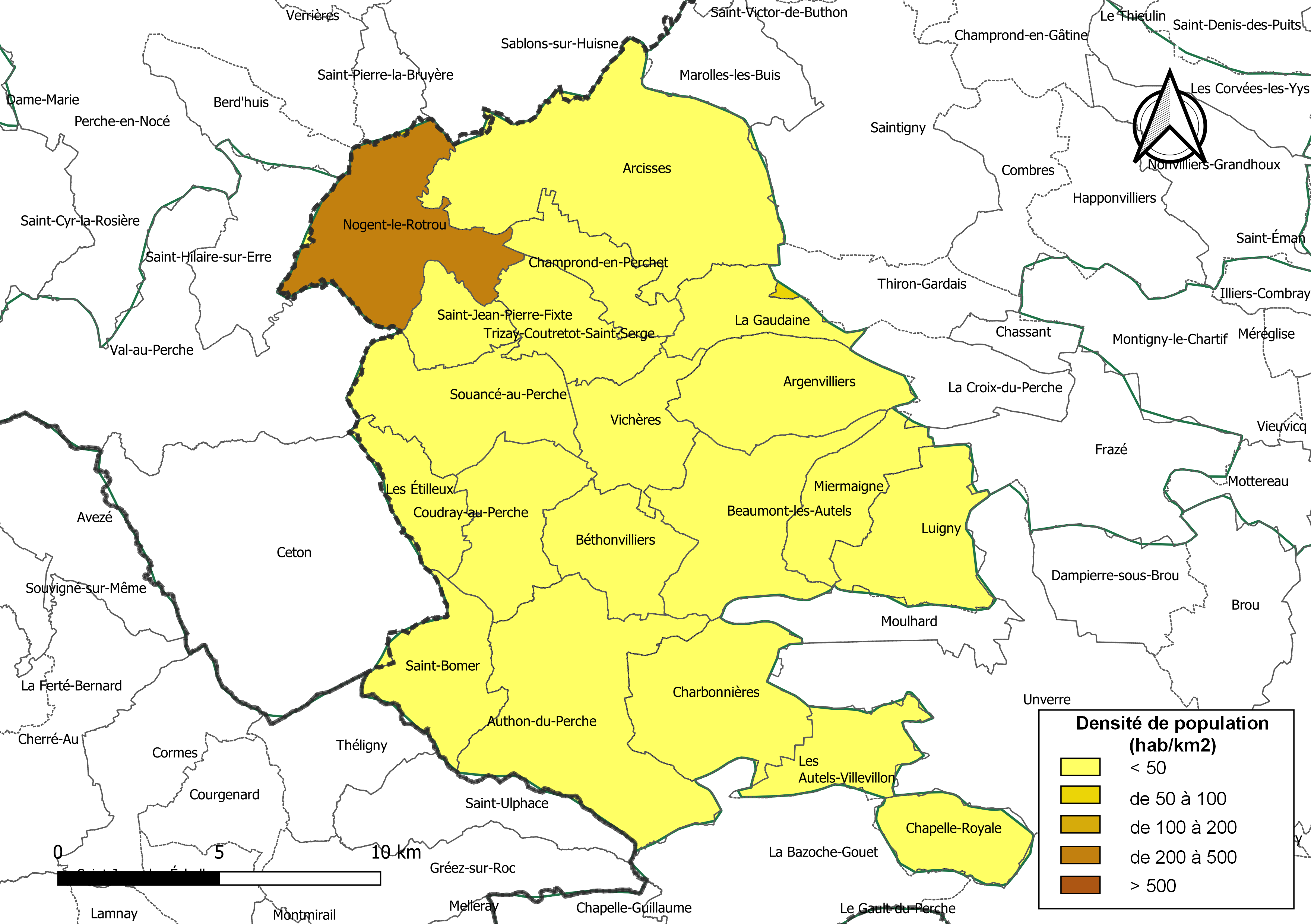
Carte des densités de population (millésimée 2016) des communes de la communauté de communes du Perche. Composition en communes au 1er janvier 2019.

La communauté de communes est composée des 20 communes suivantes :

| Nom                          | Code Insee | Gentilé                  | Superficie (km2) | Population (dernière pop. légale) | Densité (hab./km2) |
| ---------------------------- | ---------- | ------------------------ | ---------------- | --------------------------------- | ------------------ |
| Nogent-le-Rotrou (siège)     | 28280      | Nogentais                | 23,49            | 9 305 (2022)                      | 396                |
| Arcisses                     | 28236      | Arcissois                | 45,43            | 2 209 (2022)                      | 49                 |
| Argenvilliers                | 28010      | Argenvillois             | 18,35            | 318 (2022)                        | 17                 |
| Les Autels-Villevillon       | 28016      |                          | 10,08            | 110 (2022)                        | 11                 |
| Authon-du-Perche             | 28018      | Authonniers              | 34,82            | 1 482 (2022)                      | 43                 |
| Beaumont-les-Autels          | 28031      |                          | 20,98            | 430 (2022)                        | 20                 |
| Béthonvilliers               | 28038      | Béthonvillois            | 12,33            | 132 (2022)                        | 11                 |
| Champrond-en-Perchet         | 28072      | Champronnais             | 9,02             | 389 (2022)                        | 43                 |
| Chapelle-Royale              | 28079      | Capellariens             | 9,89             | 321 (2022)                        | 32                 |
| Charbonnières                | 28080      | Leunais                  | 20,91            | 259 (2022)                        | 12                 |
| Coudray-au-Perche            | 28111      | Coudréens                | 14,64            | 364 (2022)                        | 25                 |
| Les Étilleux                 | 28144      | Estilliens               | 8,35             | 194 (2022)                        | 23                 |
| La Gaudaine                  | 28175      | Gaudainais               | 9,19             | 179 (2022)                        | 19                 |
| Luigny                       | 28219      | Loupnéens                | 15,88            | 423 (2022)                        | 27                 |
| Miermaigne                   | 28252      | Miermaignais             | 10,89            | 171 (2022)                        | 16                 |
| Saint-Bomer                  | 28327      | Saint-Bomerois           | 13,32            | 194 (2022)                        | 15                 |
| Saint-Jean-Pierre-Fixte      | 28342      | Saint-Jean-Pierrefixtois | 6,91             | 269 (2022)                        | 39                 |
| Souancé-au-Perche            | 28378      | Souancéens               | 18,94            | 496 (2022)                        | 26                 |
| Trizay-Coutretot-Saint-Serge | 28395      | Trizéens                 | 11,15            | 438 (2022)                        | 39                 |
| Vichères                     | 28407      | Vichèrois                | 12,27            | 288 (2022)                        | 23                 |

### Démographie
| 1968   | 1975   | 1982   | 1990   | 1999   | 2010   | 2015   | 2021   |
| ------ | ------ | ------ | ------ | ------ | ------ | ------ | ------ |
| 19 846 | 21 199 | 20 779 | 20 069 | 20 145 | 20 118 | 18 807 | 17 975 |

## Administration

### Siège
Le siège de la communauté de communes est situé à Nogent-le-Rotrou.

### Les élus
Le conseil communautaire de la communauté de communes se compose de 46 conseillers, élus pour une durée de six ans.
Ils sont répartis comme suit :
| Nombre de conseillers | Communes               |
| --------------------- | ---------------------- |
| 22                    | Nogent-le-Rotrou       |
| 4                     | Arcisses               |
| 3                     | Authon-du-Perche       |
| 1 (+ 1 suppléant)     | les 17 autres communes |

### Présidence
| Période         | Période         | Identité        | Étiquette         | Qualité                                 |
| --------------- | --------------- | --------------- | ----------------- | --------------------------------------- |
| 2007            | 22 avril 2014   | Marc Lhuillery  | SE                | Maire de Coudray-au-Perche (2001-2020)  |
| 22 avril 2014   | 16 juillet 2020 | François Huwart | PRG               | Maire de Nogent-le-Rotrou (1989-2020)   |
| 16 juillet 2020 | En cours        | Harold Huwart   | Mouvement radical | Maire de Nogent-le-Rotrou (depuis 2020) |

### Compétences
- Aménagement de l'espace
  - Constitution de réserves foncières (à titre obligatoire)
  - Création et réalisation de zone d'aménagement concerté (ZAC) (à titre obligatoire)
  - Schéma de cohérence territoriale (SCOT) (à titre obligatoire)
- Autres - Technologies de l'information et de la communication - TIC (Internet, câble...) (à titre facultatif)
- Développement et aménagement économique
  - Action de développement économique (Soutien des activités industrielles, commerciales ou de l'emploi, soutien des activités agricoles et forestières...) (à titre obligatoire)
  - Création, aménagement, entretien et gestion de zone d'activités industrielle, commerciale, tertiaire, artisanale ou touristique (à titre obligatoire)
  - Tourisme (à titre obligatoire)
- Développement et aménagement social et culturel
  - Activités culturelles ou socioculturelles (à titre facultatif)
  - Activités périscolaires (à titre facultatif)
  - Activités sportives (à titre facultatif)
  - Construction ou aménagement, entretien, gestion d'équipements ou d'établissements culturels, socioculturels, socioéducatifs, sportifs (à titre optionnel)
  - Transport scolaire (à titre facultatif)
- Énergie
  - Eau (traitement, adduction, distribution) (à titre facultatif)
  - Hydraulique (à titre facultatif)
- Environnement
  - Assainissement non collectif (à titre facultatif)
  - Collecte et traitement des déchets des ménages et déchets assimilés (à titre optionnel)
- Sanitaires et social
  - Action sociale (à titre optionnel)
  - Activités sanitaires (à titre facultatif)

### Régime fiscal et budget
Le régime fiscal de la communauté de communes est la fiscalité professionnelle unique (FPU).